# Lithocarpus mairei
Lithocarpus mairei (Schottky) Rehder – gatunek roślin z rodziny bukowatych (Fagaceae Dumort.). Występuje naturalnie w południowych Chinach – w środkowej i północnej części Junnanu. 

## Morfologia
PokrójZimozielone drzewo dorastające do 10 m wysokości.
LiścieBlaszka liściowa jest mniej lub bardziej skórzasta, owłosiona od spodu i ma kształt od eliptycznego do lancetowatego. Mierzy 5–10 cm długości oraz 1,5–4 cm szerokości, jest całobrzega, ma klinową nasadę i spiczasty wierzchołek. Ogonek liściowy jest nagi i ma 8–15 mm długości.
OwoceOrzechy o kształcie od stożkowatego do kulistego, dorastają do 10–15 mm długości i 11–18 mm średnicy. Osadzone są pojedynczo w miseczkach w kształcie kubka, które mierzą 5–8 mm długości i 10–18 mm średnicy. Orzechy otulone są w miseczkach do 35–65% ich długości.

## Biologia i ekologia
Rośnie w lasach mieszanych. Występuje na wysokości od 1500 do 2500 m n.p.m. Kwitnie i owocuje od sierpnia do września.